# ستانکوویتسه (ناحیه کوتنا هورا)
ستانکوویتسه (به چکی: Staňkovice) یک منطقهٔ مسکونی در جمهوری چک است که در ناحیه کوتنا هورا واقع شده‌است.